# Andrzej Martyniak
Andrzej Martyniak (ur. 1941 we Lwowie) – polski ichtiolog, profesor zwyczajny.

## Życiorys
W 1966 roku ukończył studia na Akademii Rolniczej w Szczecinie. W 1975 roku doktoryzował się na Akademii Rolniczej w Olsztynie. Habilitację uzyskał w 1994 roku w Instytucie Rybactwa Śródlądowego, a tytuł profesora zwyczajnego w 2002.
Związany z Uniwersytetem Warmińsko-Mazurskim. Pracownik Katedry Biologii i Hodowli Ryb na Wydziale Ochrony Środowisko i Rybactwa, od 1999 jej kierownik. W okresie 1997–1999 prodziekan ds. nauki.
Dorobek naukowy obejmuje ponad 170 pozycji. Jego specjalizacjami są ochrona ekosystemów wód oraz biologia ryb. Członek Polskiego Towarzystwa Hydrobiologicznego i Polskiego Towarzystwa Zoologicznego. Wchodził w skład Rady Narwiańskiego Parku Narodowego.
Odznaczony odznaką „Zasłużony dla Warmii i Mazur” i Złotym Krzyżem Zasługi.